# Liste des voies de Saint-Priest
Pour un article plus général, voir Saint-Priest.

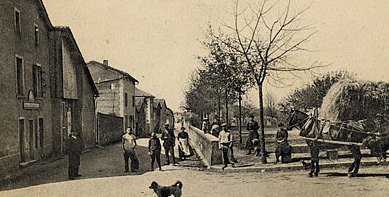
Une rue du village de Saint-Priest dans les années 1900.

Saint-Priest est une commune française de la métropole de Lyon, située dans l'Est lyonnais. Cette situation privilégiée, à seulement une dizaine de kilomètres du centre de Lyon, fait de la localisation de la ville un atout économique très important. En effet, elle se trouve au carrefour de deux axes de communication majeurs en Europe : un axe nord-sud reliant Londres au sud de l'Espagne, et un axe est-ouest reliant la façade atlantique à l'Europe Centrale,.
Peuplé par 44 446 habitants, son territoire couvre une surface de 2 971 hectares, ce qui fait de Saint-Priest la deuxième commune la plus étendue du département. Comme de nombreuses autres communes dites de banlieue, la ville a connu une ère d'urbanisation très développée et une explosion démographique sans précédent au cours des Trente Glorieuses.
C'est pour ces raisons que les voies de communication terrestres occupent une place importante à Saint-Priest. La ville est à la fois reliée au monde grâce au croisement de deux autoroutes sur son territoire, et est également quadrillée par plus de 400 voies afin de permettre la maîtrise d'une urbanisation qui croît de façon exponentielle depuis la seconde moitié du XXe siècle.

## Histoire

### Avant leXXesiècle
Depuis le Moyen Âge, Saint-Priest est traversé par la route d'Heyrieux, reliant la ville de Lyon au département de l'Isère.
Petit village rural, les premières voies de circulation sont apparues autour du château, de l'église et au sein du centre historique, dit le village. Des chemins de campagne permettaient également de relier le cœur du village aux fermes, lieux-dit et hameaux voisins, éparpillés de partout sur le territoire communal. Les principaux hameaux étaient ceux de la Fouillouse, de Manissieux, du Bessay, du Grisard, de la Cordière et de Montferrat. Les routes étaient alors en terre, et parfois empierrées dans le centre du village, autour de l'église et de la Grande-Rue.

### Depuis leXXesiècle
En 1916, la Cité Berliet est construite, sur le modèle de la cité des États-Unis de Tony Garnier. Il s'agit d'une cité ouvrière destinée à loger des cadres et des ouvriers travaillant dans l'usine voisine dirigée par Marius Berliet. La cité est en forme rectangulaire et les routes sont tracées parallèlement aux limites de la zone, se croisant perpendiculairement. Ce quadrillage de routes permet la création d'une quinzaine de nouvelles voies, appelées par des numéros ou des lettres.
Au cours des Trente Glorieuses, l'urbanisme est la priorité à Saint-Priest. Des routes sont tracées de partout sur le territoire communal et les constructions s'enchaînent, afin de répondre aux besoins urgents d'une explosion démographique sans précédent. Des pavillons sont construits principalement à Revaison, à l'ouest, tandis que de nombreux HLM sont construits en masse, et les quartiers de Bel-Air et de Ménival sortent de terre à l'est.
De nombreuses autres voies terrestres ont été tracées depuis, dont les autoroutes A43 en 1974 et A46 en 1992.

Plus récemment, l'aménagement de la ZAC Berliet située à cheval sur les quartiers de Revaison et de Berliet-et-environs a permis le tracé du Boulevard-de-la-Cité-Berliet (qui permettra de relier l'aéroport de Lyon-Bron au couloir de la chimie), ainsi que celui de l'Avenue-des-Temps-Modernes et de plusieurs autres rues résidentielles.

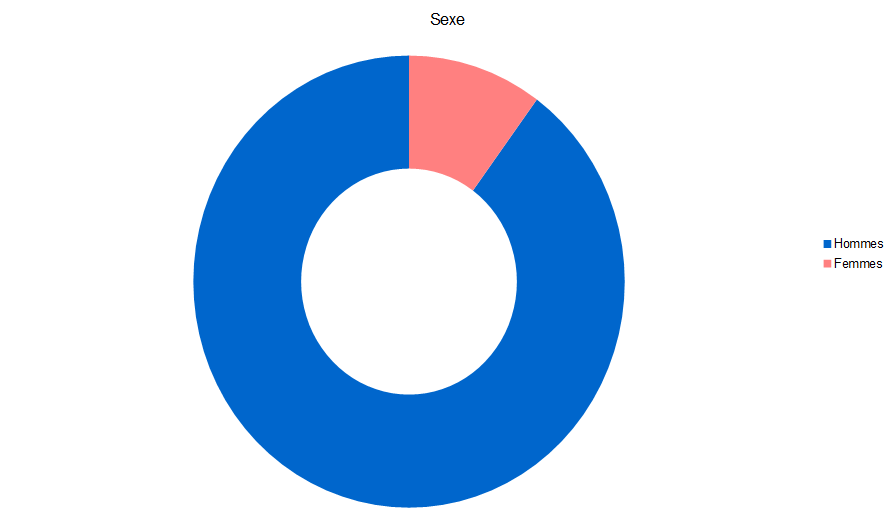
Personnalités qui ont donné leur nom à une voie selon le sexe.

## Toponymie

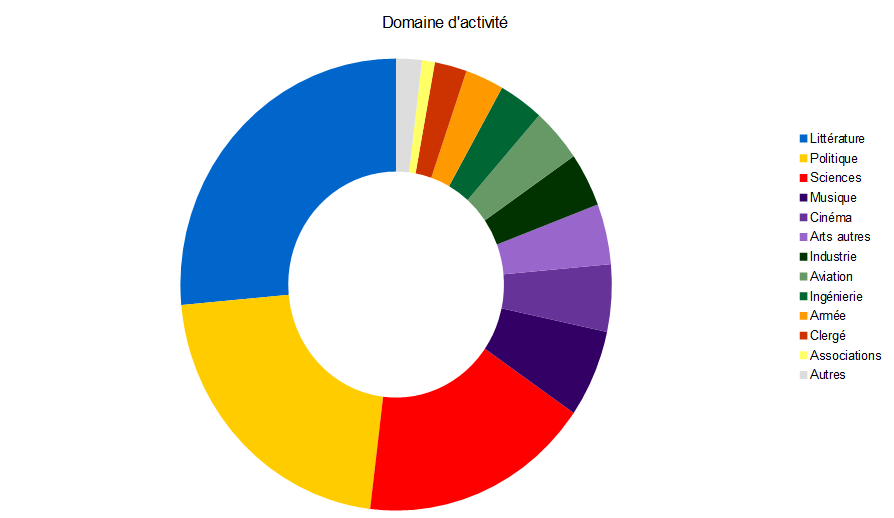
Selon le domaine d'activité.

Jusque dans les années 1930, la plupart des voies de Saint-Priest étaient baptisées selon l'endroit auquel elles menaient (Chemin du Lortaret, Allée du Parc-du-Château) ou ne portaient pas de nom. C'est sous le mandat de Théophile Argence, maire socialiste de la commune de 1929 à 1940, qu'ont été officiellement baptisées les rues, le plus souvent avec des noms de personnalités politiques ou scientifiques contemporaines.

### Statistiques

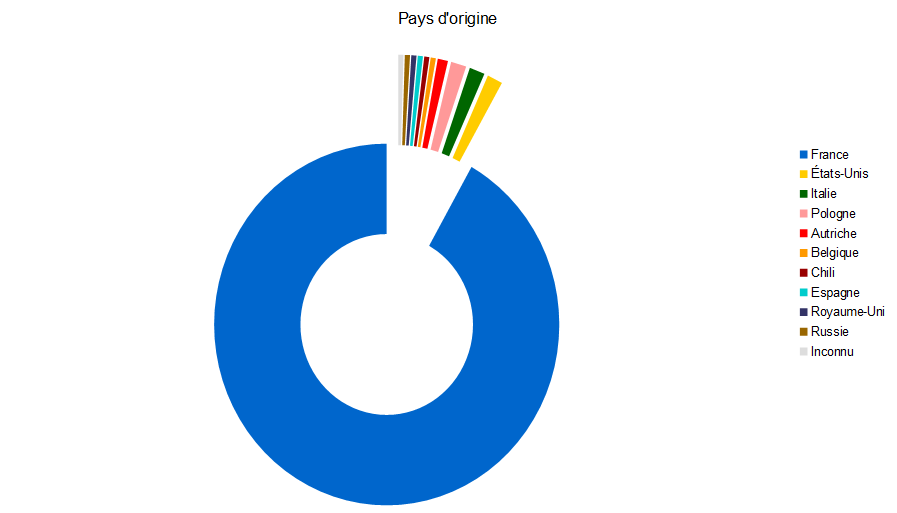
Selon le pays d'origine

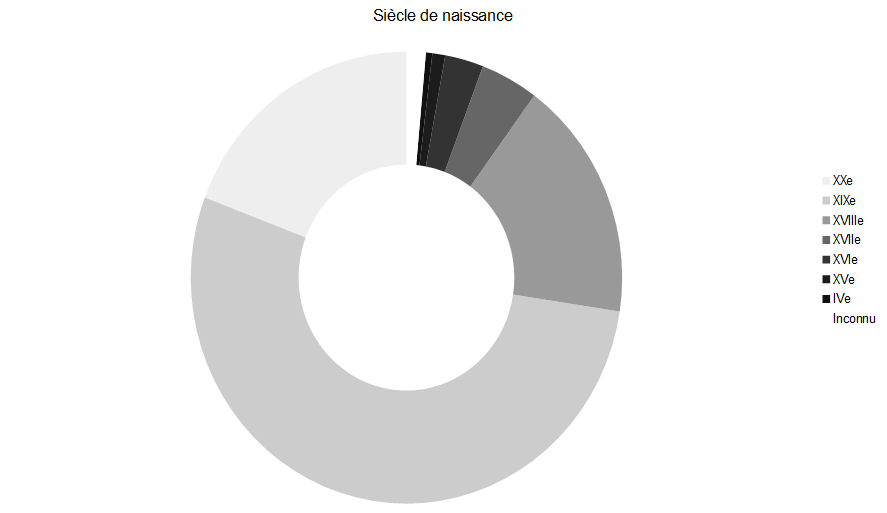
Selon le siècle de naissance.

Au 1er mai 2017, il existait 440 voies différentes à Saint-Priest. 218 portaient le nom d'une ou plusieurs personnalités, 220 portaient un nom référant à quelque chose d'autre et 2 étaient des autoroutes (A43 et A46).
210 personnes différentes ont donné leur nom à une ou plusieurs des voies de Saint-Priest. On retrouve deux couples ; Pierre et Marie Curie qui donnent leur nom à une rue de Mi-Plaine, et les frères Lumière qui donnent leur nom à un chemin de la Fouillouse et à une rue de Bel-Air. En plus de ces-derniers, neuf autres personnalités ont donné leur nom à deux voies différentes : André Boulloche, Claude Farrère, Henri Barbusse, Jean Moulin, Laurent Bonnevay, Paul Claudel, Paul Verlaine, Fabre d'Églantine et Jacques Reynaud.
Parmi ces personnalités, on compte 189 hommes (90 %) pour seulement 21 femmes (10 %). La plupart d'entre eux sont des français (192), puis des américains (4), des polonais ou italiens (3), des autrichiens (2), et des anglais, russes, espagnols, chiliens ou belges (1). Le pays d'origine de Francisco Diaz, qui a donné son nom à une rue de Revaison est quant à lui inconnu. Les littéraires sont les plus nombreux (55), suivis par les personnalités politiques (46), les scientifiques (37), les artistes (22, dont 13 musiciens), les personnalités du cinéma (11), les industriels et hommes d'affaires, ainsi que les personnalités en lien avec l'aviation (8), les inventeurs (7), les militaires (6), les religieux (5) et les militants associatifs (2). 4 autres personnalités sont en lien avec d'autres domaines. 112 de ces personnalités sont nées au XIXe siècle, 41 au XXe, 36 au XVIIIe, 9 au XVIIe, 6 au XVIe, 2 au XVe, 1 au IVe, tandis que les années de naissance des 2 restantes (Jean Peyron et Francisco Diaz) sont inconnues. La forte représentation de personnalités nées au cours du XIXe siècle s'explique par le fait qu'il s'agissait de personnes contemporaines au mandat de Théophile Argence, durant lequel de très nombreuses voies ont été baptisées. Une seule personne ayant donné son nom à une voie de Saint-Priest est encore en vie aujourd'hui. Il s'agit de Steven Spielberg, qui a donné son nom, en juin 2015, à une place de la Cité Berliet. La dernière voie à avoir été inaugurée est la Place-Bruno-Polga, rebaptisée le 9 décembre 2016.
Parmi toutes ces personnalités, on recense sept san-priots (san-priods en patois) de naissance. Parmi les 45 personnalités politiques, on retrouve 4 résistants de la Seconde Guerre mondiale et 4 révolutionnaires de 1789. On retrouve 27 personnalités de gauche, 5 personnalités de droite et 1 personnalité du centre. Cette surreprésentation des personnalités de gauche est dû en grande partie au fait que depuis que les rues portent des noms de personnalités, Saint-Priest a été dirigée par des maires de gauche, sauf sous le régime de Vichy, sous Marius Joly qui succédait au radical (centriste) Charles Ottina et depuis 2014.

## Accidents de la route
En 2015, 57 accidents de la voiture se sont produits à Saint-Priest. Ils étaient en baisse de 45,6 % par rapport à l'année précédente, où en a dénombré 80. Le taux d'accidents de la route par habitant était alors de 1,28 ‰, faisant de Saint-Priest une commune assez peu accidentogène.
La plupart des accidents ont lieu en plein jour (82,5 %), dans des conditions météorologiques normales (80,7 %), impliquent plusieurs véhicules entre eux (81,9 %) et ne font aucun blessé (41,1 %) ou des blessés légers (47,3 %). On a dénombré un mort sur les routes en 2015, en baisse de 75 % par rapport à 2014.

## Liste des voies
Ci-dessous se trouve la liste exhaustive des voies de Saint-Priest, au 1er mai 2017. Y sont inscrits pour chaque voie ; son nom, le quartier dans lequel elle se trouve, le type de voie dont il s'agit et l'origine de son nom :
| Nom                              | Quartier(s)                        | Type       | Origine du nom |
| -------------------------------- | ---------------------------------- | ---------- | --- |
| 1re Rue                          | Berliet-et-environs                | Rue        | Numérotation datant de la construction de la Cité Berliet, en 1916. |
| 2e Avenue                        | Berliet-et-environs                | Avenue     | Numérotation datant de la construction de la Cité Berliet, en 1916. |
| 6e Rue                           | Berliet-et-environs                | Rue        | Numérotation datant de la construction de la Cité Berliet, en 1916. |
| 8e Rue                           | Berliet-et-environs                | Rue        | Numérotation datant de la construction de la Cité Berliet, en 1916. |
| 9e Rue                           | Berliet-et-environs                | Rue        | Numérotation datant de la construction de la Cité Berliet, en 1916. |
| 10e Rue                          | Berliet-et-environs                | Rue        | Numérotation datant de la construction de la Cité Berliet, en 1916. |
| 11e Rue                          | Berliet-et-environs                | Rue        | Numérotation datant de la construction de la Cité Berliet, en 1916. |
| 12e Rue                          | Berliet-et-environs                | Rue        | Numérotation datant de la construction de la Cité Berliet, en 1916. |
| 13e Rue                          | Berliet-et-environs                | Rue        | Numérotation datant de la construction de la Cité Berliet, en 1916. |
| 14e Rue                          | Berliet-et-environs                | Rue        | Numérotation datant de la construction de la Cité Berliet, en 1916. |
| 16e Rue                          | Berliet-et-environs                | Rue        | Numérotation datant de la construction de la Cité Berliet, en 1916. |
| 17e Rue                          | Berliet-et-environs                | Rue        | Numérotation datant de la construction de la Cité Berliet, en 1916. |
| Aire de Manissieux               | Manissieux-Mi-Plaine-la Fouillouse | Aire       | Manissieux, hameau. |
| Allée Alexandre Borodine         | Village                            | Allée      | Alexandre Borodine (1833-1887), compositeur et chimiste russe. |
| Allée Beauséjour                 | Village                            | Allée      | Beauséjour, lieu-dit. |
| Allée de la Croix Rousse         | Marendiers                         | Allée      | La Croix Rousse, ancien hameau. |
| Allée de la Gare du Tacot        | Centre-ville-Gare-Garibaldi        | Allée      | Le Tacot, lieu-dit. |
| Allée de la Sarriette            | Village                            | Allée      | Sarriette, genre de plantes aromatiques. |
| Allée de la Sauge                | Village                            | Allée      | Sauge, genre de plantes. |
| Allée de la Verveine             | Village                            | Allée      | Verveine, plante aromatique. |
| Allée des Abruzzes               | Manissieux-Mi-Plaine-la Fouillouse | Allée      | Abruzzes, région de l'Italie. |
| Allée des Cervettes              | Manissieux-Mi-Plaine-la Fouillouse | Allée      | Les Cervettes, lieu-dit. |
| Allée des Charmilles             | Village                            | Allée      | Charmille, haie. |
| Allée des Chênes                 | Marendiers                         | Allée      | Chêne, genre d'arbre. |
| Allée des Chèvrefeuilles         | Village                            | Allée      | Chèvrefeuille, genre de plantes. |
| Allée des Érables                | Marendiers                         | Allée      | Érable, genre d'arbre. |
| Allée des Hêtres                 | Marendiers                         | Allée      | Hêtre, type d'arbre. |
| Allée des Parcs                  | Village                            | Allée      | |
| Allée des Pinsons                | Marendiers                         | Allée      | Pinson, type d'oiseaux. |
| Allée du Fort                    | Marendiers                         | Allée      | Fort de Saint-Priest, fort militaire du XIXe siècle construit dans la ceinture de défense de Lyon après la défaite de 1871. |
| Allée du Lazio                   | Manissieux-Mi-Plaine-la Fouillouse | Allée      | Lazio, région d'Italie. |
| Allée du Parc du Château         | Village                            | Allée      | Parc du Château de Saint-Priest, jardin à l'anglaise. |
| Allée du Thym                    | Village                            | Allée      | Thym, genre de plantes. |
| Allée Huguette Bois              | Centre-ville-Gare-Garibaldi        | Allée      | |
| Allée Irène Joliot-Curie         | Village                            | Allée      | Irène Joliot-Curie (1897-1956), chimiste et physicienne française. |
| Allée Jacques Monod              | Village                            | Allée      | Jacques Monod (1910-1976), biologiste et biochimiste français. |
| Allée Toscane                    | Manissieux-Mi-Plaine-la Fouillouse | Allée      | Toscane, région d'Italie. |
| Ancienne Route d'Heyrieux        | Plaine-de-Saythe-Bel-Air           | Route      | Heyrieux, commune du département de l'Isère. |
| Ancienne Route de Grenoble       | Village                            | Route      | Grenoble, commune du département de l'Isère. |
| Autoroute A43                    | Village                            | Autoroute  | |
| Autoroute A43                    | Manissieux-Mi-Plaine-la Fouillouse | Autoroute  | |
| Autoroute A43                    | Marendiers                         | Autoroute  | |
| Autoroute A46                    | Manissieux-Mi-Plaine-la Fouillouse | Autoroute  | |
| Avenue B                         | Berliet-et-environs                | Avenue     | Appellation datant de la construction de la Cité Berliet, en 1916. |
| Avenue C                         | Berliet-et-environs                | Avenue     | Appellation datant de la construction de la Cité Berliet, en 1916. |
| Avenue Charles de Gaulle         | Revaison                           | Avenue     | Charles de Gaulle (1890-1970), président de la République et général français. |
| Avenue Charlie Chaplin           | Berliet-et-environs                | Avenue     | Charlie Chaplin (1889-1977), cinéaste, acteur et compositeur britannique. |
| Avenue Charlie Chaplin           | Village                            | Avenue     | Charlie Chaplin (1889-1977), cinéaste, acteur et compositeur britannique. |
| Avenue Clément Ader              | Manissieux-Mi-Plaine-la Fouillouse | Avenue     | Clément Ader (1841-1925), ingénieur et inventeur français. |
| Avenue de l'Europe               | Village                            | Avenue     | Union européenne. |
| Avenue de la Gare                | Centre-ville-Gare-Garibaldi        | Avenue     | Gare de Saint-Priest, gare ferroviaire. |
| Avenue des Temps Modernes        | Berliet-et-environs                | Avenue     | Les Temps modernes (1936), film muet de Charlie Chaplin. |
| Avenue des Temps Modernes        | Village                            | Avenue     | Les Temps modernes (1936), film muet de Charlie Chaplin. |
| Avenue des Temps Modernes        | Revaison                           | Avenue     | Les Temps modernes (1936), film muet de Charlie Chaplin. |
| Avenue Gabriel Péri              | Centre-ville-Gare-Garibaldi        | Avenue     | Gabriel Péri (1902-1941), journaliste et résistant communiste français. |
| Avenue Georges Pompidou          | Centre-ville-Gare-Garibaldi        | Avenue     | Georges Pompidou (1911-1974), président de la République française. |
| Avenue Hélène Boucher            | Village                            | Avenue     | Hélène Boucher (1908-1934), aviatrice française. |
| Avenue Henri Germain             | Berliet-et-environs                | Avenue     | Henri Germain (1824-1905), banquier et homme politique français. |
| Avenue Jean Jaurès               | Centre-ville-Gare-Garibaldi        | Avenue     | Jean Jaurès (1859-1914), journaliste et homme politique socialiste français. |
| Avenue Jean Jaurès               | Revaison                           | Avenue     | Jean Jaurès (1859-1914), journaliste et homme politique socialiste français. |
| Avenue Jean Jaurès               | Village                            | Avenue     | Jean Jaurès (1859-1914), journaliste et homme politique socialiste français. |
| Avenue Louis Mouillard           | Village                            | Avenue     | Louis Mouillard (1834-1897), ingénieur français en aéronautique. |
| Avenue Pierre Cot                | Berliet-et-environs                | Avenue     | Pierre Cot (1895-1977), homme politique français de gauche. |
| Avenue Pierre Mendès-France      | Plaine-de-Saythe-Bel-Air           | Avenue     | Pierre Mendès France (1907-1982), homme d'État français de gauche. |
| Avenue Pierre Mendès-France      | Ménival-la Cordière                | Avenue     | Pierre Mendès France (1907-1982), homme d'État français de gauche. |
| Avenue Pierre Mendès-France      | Marendiers                         | Avenue     | Pierre Mendès France (1907-1982), homme d'État français de gauche. |
| Avenue Saint-Exupéry             | Village                            | Avenue     | Antoine de Saint-Exupéry (1900-1944), écrivain et aviateur français. |
| Avenue Salvador Allende          | Revaison                           | Avenue     | Salvador Allende (1908-1973), président socialiste de la République du Chili. |
| Avenue Salvador Allende          | Village                            | Avenue     | Salvador Allende (1908-1973), président socialiste de la République du Chili. |
| Avenue Urbain Le Verrier         | Manissieux-Mi-Plaine-la Fouillouse | Avenue     | Urbain Le Verrier (1811-1877), astronome et mathématicien français. |
| Avenue Urbain Le Verrier         | Village                            | Avenue     | Urbain Le Verrier (1811-1877), astronome et mathématicien français. |
| Boulevard André Boulloche        | Village                            | Boulevard  | André Boulloche (1915-1978), homme politique français socialiste. |
| Boulevard de la Cité Berliet     | Revaison                           | Boulevard  | Cité Berliet (1916), cité industrielle construite par Marius Berliet. |
| Boulevard de la Porte des Alpes  | Revaison                           | Boulevard  | Porte des Alpes, zone commerciale située entre Saint-Priest et Bron. |
| Boulevard de la Porte des Alpes  | Village                            | Boulevard  | Porte des Alpes, zone commerciale située entre Saint-Priest et Bron. |
| Boulevard de Parilly             | Berliet-et-environs                | Boulevard  | Parilly, lieu-dit san-priot (san-priod en patois) et vénissian. |
| Boulevard de Parilly             | Village                            | Boulevard  | Parilly, lieu-dit san-priot (san-priod en patois) et vénissian. |
| Boulevard des Expositions        | Village                            | Boulevard  | Eurexpo, centre de conventions et d'exposition situé à Chassieu. |
| Boulevard des Muguets            | Centre-ville-Gare-Garibaldi        | Boulevard  | Muguet, espèce de plantes. |
| Boulevard des Roses              | Centre-ville-Gare-Garibaldi        | Boulevard  | Rose, type de fleur. |
| Boulevard Édouard Herriot        | Centre-ville-Gare-Garibaldi        | Boulevard  | Édouard Herriot (1872-1957), homme d'État français et maire radical de Lyon. |
| Boulevard François Reymond       | Village                            | Boulevard  | François Reymond, maire de Saint-Priest de 1871 à 1874 et de 1876 à 1888. |
| Boulevard Pasteur                | Revaison                           | Boulevard  | Louis Pasteur (1822-1895), chimiste et biologiste français. |
| Chemin de Budiau                 | Manissieux-Mi-Plaine-la Fouillouse | Chemin     | Budiau et Virerru, lieu-dit. |
| Chemin de Genas                  | Manissieux-Mi-Plaine-la Fouillouse | Chemin     | Genas, commune limitrophe de Saint-Priest. |
| Chemin de Grande Vigne           | Manissieux-Mi-Plaine-la Fouillouse | Chemin     | Grande Vigne et Tressotte, lieu-dit. |
| Chemin de la Côte                | Village                            | Chemin     | La Côte, lieu-dit. |
| Chemin de la Fouillouse          | Manissieux-Mi-Plaine-la Fouillouse | Chemin     | La Fouillouse, hameau. |
| Chemin de la Pierre Blanche      | Manissieux-Mi-Plaine-la Fouillouse | Chemin     | |
| Chemin de Mauguette              | Manissieux-Mi-Plaine-la Fouillouse | Chemin     | Mauguette, lieu-dit. |
| Chemin de Porte-Joie             | Revaison                           | Chemin     | Porte Joie, lieu-dit. |
| Chemin de Revaison               | Revaison                           | Chemin     | Revaison, quartier. |
| Chemin de Saint-Bonnet-de-Mure   | Manissieux-Mi-Plaine-la Fouillouse | Chemin     | Saint-Bonnet-de-Mure, commune limitrophe de Saint-Priest. |
| Chemin de Saint-Bonnet-de-Mure   | Marendiers                         | Chemin     | Saint-Bonnet-de-Mure, commune limitrophe de Saint-Priest. |
| Chemin de Saint-Pierre           | Manissieux-Mi-Plaine-la Fouillouse | Chemin     | Pierre, saint chrétien. |
| Chemin de Teyssin                | Manissieux-Mi-Plaine-la Fouillouse | Chemin     | Teyssin, lieu-dit. |
| Chemin de Vavre                  | Manissieux-Mi-Plaine-la Fouillouse | Chemin     | Terres de Vavre, lieu-dit. |
| Chemin des Aubépines             | Marendiers                         | Chemin     | Aubépine, genre d'arbres. |
| Chemin des Bouchets              | Village                            | Chemin     | Les Bouchets, lieu-dit. |
| Chemin des Bruyères              | Manissieux-Mi-Plaine-la Fouillouse | Chemin     | Les Bruyères, lieu-dit. |
| Chemin des Carrés                | Revaison                           | Chemin     | Les Carrés, lieu-dit. |
| Chemin des Frères Lumière        | Manissieux-Mi-Plaine-la Fouillouse | Chemin     | Auguste (1862-1954) et Louis Lumière (1864-1948), ingénieurs français. |
| Chemin des Marendiers            | Marendiers                         | Chemin     | Marendiers, ancien lieu-dit et quartier. |
| Chemin du Borgeai                | Village                            | Chemin     | |
| Chemin du Charbonnier            | Berliet-et-environs                | Chemin     | Charbonnier, métier qui consiste à fabriquer du charbon de bois ou à le vendre. |
| Chemin du Gorgeai                | Village                            | Chemin     | |
| Chemin du Lortaret               | Manissieux-Mi-Plaine-la Fouillouse | Chemin     | Lortaret et Tibaude, lieu-dit. |
| Chemin du Lortaret               | Village                            | Chemin     | Lortaret et Tibaude, lieu-dit. |
| Chemin du Lortaret               | Marendiers                         | Chemin     | Lortaret et Tibaude, lieu-dit. |
| Chemin du Petit Bois             | Village                            | Chemin     | Petit Bois, lieu-dit. |
| Chemin du Régnier                | Marendiers                         | Chemin     | Régnier, lieu-dit. |
| Chemin Henri Chrétien            | Plaine-de-Saythe-Bel-Air           | Chemin     | Henri Chrétien (1879-1956), astronome et inventeur français. |
| Chemin Henri Chrétien            | Manissieux-Mi-Plaine-la Fouillouse | Chemin     | Henri Chrétien (1879-1956), astronome et inventeur français. |
| Chemin Saint-Martin              | Marendiers                         | Chemin     | Saint-Martin, lieu-dit. |
| Cours du 3e Millénaire           | Village                            | Cours      | IIIe millénaire, période allant de 2001 à 3000. |
| Cours du Professeur Jean Bernard | Village                            | Cours      | Pr Jean Bernard (1907-2006), médecin français. |
| Grande Rue                       | Village                            | Rue        | |
| Impasse Albert Camus             | Revaison                           | Impasse    | Albert Camus (1913-1960), écrivain, philosophe et dramaturge français. |
| Impasse Ampère                   | Manissieux-Mi-Plaine-la Fouillouse | Impasse    | André-Marie Ampère (1775-1836), mathématicien et physicien français. |
| Impasse Arago                    | Manissieux-Mi-Plaine-la Fouillouse | Impasse    | François Arago (1786-1853), astronome et physicien français. |
| Impasse Beau Vallon              | Village                            | Impasse    | |
| Impasse Berthelot                | Manissieux-Mi-Plaine-la Fouillouse | Impasse    | Marcellin Berthelot (1827-1907), chimiste, biologiste et sénateur français. |
| Impasse Bois Gallant             | Manissieux-Mi-Plaine-la Fouillouse | Impasse    | Bois Galland, lieu-dit. |
| Impasse Copernic                 | Revaison                           | Impasse    | Nicolas Copernic (1473-1543), astronome polonais. |
| Impasse d'Alembert               | Village                            | Impasse    | Jean Le Rond d'Alembert (1717-1783), philosophe et mathématicien français. |
| Impasse d'Alsace                 | Village                            | Impasse    | Alsace, ancienne région française. |
| Impasse d'Auvergne               | Berliet-et-environs                | Impasse    | Auvergne, ancienne région française. |
| Impasse de l'Aviation            | Village                            | Impasse    | Aviation. Chemin qui mène de Bron (premier aéroport de Lyon) à Saint-Priest. |
| Impasse de l'Hippodrome          | Village                            | Impasse    | Hippodrome de Parilly, situé dans la commune limitrophe de Vénissieux. |
| Impasse de l'Industrie           | Centre-ville-Gare-Garibaldi        | Impasse    | Industrie. |
| Impasse de la Croix Rousse       | Marendiers                         | Impasse    | La Croix Rousse, Voir rue de la Croix-Rousse. |
| Impasse de la Libération         | Revaison                           | Impasse    | Libération de la France (1944-1945). |
| Impasse de la Moraine            | Village                            | Impasse    | Moraine : amas de débris rocheux érodé et transporté par un glacier, Saint-Priest est en partie située sur une moraine. |
| Impasse de la Terre aux Chantres | Manissieux-Mi-Plaine-la Fouillouse | Impasse    | Chantre, chanteur dans le christianisme. |
| Impasse de la Veyrière           | Manissieux-Mi-Plaine-la Fouillouse | Impasse    | La Veyrière, lieu-dit. |
| Impasse de Revaison              | Revaison                           | Impasse    | Revaison, quartier. |
| Impasse de Robelly               | Village                            | Impasse    | Robelly, ancien lieu-dit. |
| Impasse de Valmy                 | Marendiers                         | Impasse    | Bataille de Valmy (1792), bataille de la Révolution française. |
| Impasse des Acacias              | Manissieux-Mi-Plaine-la Fouillouse | Impasse    | Acacia, genre de plantes. |
| Impasse des Châtaigniers         | Manissieux-Mi-Plaine-la Fouillouse | Impasse    | Châtaignier, genre d'arbres. |
| Impasse des Coquelicots          | Manissieux-Mi-Plaine-la Fouillouse | Impasse    | Coquelicot, plante. |
| Impasse des Cormorans            | Plaine-de-Saythe-Bel-Air           | Impasse    | Cormoran, espèce d'oiseaux. |
| Impasse des Églantines           | Marendiers                         | Impasse    | Églantine, espèce de plantes. |
| Impasse des Flamants Roses       | Plaine-de-Saythe-Bel-Air           | Impasse    | Flamant rose, espèce d'oiseaux. |
| Impasse des Griottiers           | Village                            | Impasse    | Griottier, espèce de plantes. |
| Impasse des Haies                | Revaison                           | Impasse    | Haie, structure végétale. |
| Impasse des Herbiers             | Revaison                           | Impasse    | Herbier, métier consistant à confectionner des couronnes de fleurs. |
| Impasse des Hirondelles          | Manissieux-Mi-Plaine-la Fouillouse | Impasse    | Hirondelle, oiseau. |
| Impasse des Lilas                | Marendiers                         | Impasse    | Lila, genre de plantes. |
| Impasse des Marendiers           | Marendiers                         | Impasse    | Marendiers, ancien lieu-dit et quartier. |
| Impasse des Platanes             | Manissieux-Mi-Plaine-la Fouillouse | Impasse    | Platane, genre de plantes. |
| Impasse des Tilleuls             | Manissieux-Mi-Plaine-la Fouillouse | Impasse    | Tilleul, genre de plantes. |
| Impasse des Tournesols           | Village                            | Impasse    | Tournesol, espèce de plantes. |
| Impasse des Vergers              | Revaison                           | Impasse    | Verger, terrain dévolu à la culture d'arbres fruitiers. |
| Impasse du Baco                  | Berliet-et-environs                | Impasse    | Baco, cépage de raisin noir ou blanc. |
| Impasse du Bois de Chêne         | Manissieux-Mi-Plaine-la Fouillouse | Impasse    | Bois du Chêne, lieu-dit. |
| Impasse du Capot                 | Manissieux-Mi-Plaine-la Fouillouse | Impasse    | Le Capot, lieu-dit. |
| Impasse du Cavalier              | Village                            | Impasse    | Cavalier, personne pratiquant l'équitation. |
| Impasse du Charbonnier           | Berliet-et-environs                | Impasse    | Charbonnier, métier qui consiste à fabriquer du charbon de bois ou à le vendre. |
| Impasse du Cheval Blanc          | Manissieux-Mi-Plaine-la Fouillouse | Impasse    | Cheval Blanc, source de nombreux mythes. |
| Impasse du Couchant              | Revaison                           | Impasse    | Couchant, point cardinal (Ouest). |
| Impasse du Dauphiné              | Village                            | Impasse    | Dauphiné, région historique française. |
| Impasse du Jeu de Paume          | Centre-ville-Gare-Garibaldi        | Impasse    | Serment du Jeu de paume (1789). |
| Impasse du Levant                | Revaison                           | Impasse    | Levant, point cardinal (Est). |
| Impasse du Mont Blanc            | Manissieux-Mi-Plaine-la Fouillouse | Impasse    | Mont Blanc, montagne située entre la France et l'Italie. |
| Impasse du Moulin                | Village                            | Impasse    | |
| Impasse du Petit Parilly         | Village                            | Impasse    | Petit Parilly, lieu-dit. |
| Impasse du Puits d'Alos          | Marendiers                         | Impasse    | |
| Impasse du Régnier               | Marendiers                         | Impasse    | Régnier, lieu-dit. |
| Impasse du Velin                 | Village                            | Impasse    | Velin, ancien comté français. |
| Impasse Edison                   | Revaison                           | Impasse    | Thomas Edison (1847-1931), inventeur et industriel américain. |
| Impasse Erik Satie               | Revaison                           | Impasse    | Erik Satie (1866-1925), compositeur français. |
| Impasse Fabre d'Églantine        | Village                            | Impasse    | Fabre d'Églantine (1750-1794), acteur, dramaturge et poète français. |
| Impasse Franklin                 | Village                            | Impasse    | Benjamin Franklin (1706-1790), écrivain, scientifique et homme politique américain. |
| Impasse Gracchus Babeuf          | Village                            | Impasse    | Gracchus Babeuf (1760-1797), révolutionnaire français. |
| Impasse Jacques Brel             | Plaine-de-Saythe-Bel-Air           | Impasse    | Jacques Brel (1929-1978), auteur-compositeur-interprète et acteur belge. |
| Impasse Louis Auguste Blanqui    | Village                            | Impasse    | Louis Auguste Blanqui (1805-1881), homme politique français socialiste. |
| Impasse Marat                    | Village                            | Impasse    | Jean-Paul Marat (1743-1793), journaliste, médecin et physicien français. |
| Impasse Montferrat               | Village                            | Impasse    | Montferrat, ancien lieu-dit. |
| Impasse Paul Verlaine            | Manissieux-Mi-Plaine-la Fouillouse | Impasse    | Paul Verlaine (1844-1896), écrivain et poète français. |
| Impasse Pierre de Ronsard        | Village                            | Impasse    | Pierre de Ronsard (1524-1585), poète français. |
| Impasse Thibaude                 | Marendiers                         | Impasse    | Lortaret et Tibaude, lieu-dit. |
| Montée de Chambéry               | Village                            | Montée     | Chambéry, commune française du département de la Savoie. |
| Montée de la Carnière            | Village                            | Montée     | La Carnière, lieu-dit. |
| Montée de Robelly                | Village                            | Montée     | Robelly, lieu-dit. |
| Montée du Lyonnais               | Berliet-et-environs                | Montée     | Lyonnais, ancienne province française. |
| Passage des Troupeaux            | Marendiers                         | Passage    | Troupeau, grand groupe d'animaux. |
| Passage du Central Place         | Centre-ville-Gare-Garibaldi        | Passage    | |
| Petite Rue du Payet              | Village                            | Rue        | Payet, ancien lieu-dit. |
| Place Berthe Morisot             | Village                            | Place      | Berthe Morisot (1841-1895), peintre française. |
| Place Bruno Polga                | Village                            | Place      | Bruno Polga (1935-2016), maire socialiste de Saint-Priest de 1983 à 2003. Conseiller général (1985-2011) du canton de Saint-Priest. |
| Place Charles Ottina             | Centre-ville-Gare-Garibaldi        | Place      | Charles Ottina, maire radical de Saint-Priest de 1949 à 1972. |
| Place Claude Farrère             | Plaine-de-Saythe-Bel-Air           | Place      | Claude Farrère (1876-1957), écrivain français. |
| Place de la Fouillouse           | Manissieux-Mi-Plaine-la Fouillouse | Place      | La Fouillouse, hameau. |
| Place des Fauvettes              | Manissieux-Mi-Plaine-la Fouillouse | Place      | Fauvette, espèce d'oiseaux. |
| Place des Mésanges               | Manissieux-Mi-Plaine-la Fouillouse | Place      | Mésange, espèce d'oiseaux. |
| Place des Nations unies          | Centre-ville-Gare-Garibaldi        | Place      | Organisation des Nations unies, organisation intergouvernementale créée en 1945. |
| Place du 8 Mai 1945              | Plaine-de-Saythe-Bel-Air           | Place      | 8 mai 1945, victoire des Alliés sur l'Allemagne nazie. |
| Place du Basilic                 | Village                            | Place      | Basilic, espèce de plantes. |
| Place Ferdinand Buisson          | Centre-ville-Gare-Garibaldi        | Place      | Ferdinand Buisson (1841-1932), philosophe et homme politique français radical. |
| Place Henri Barbusse             | Plaine-de-Saythe-Bel-Air           | Place      | Henri Barbusse (1873-1935), écrivain français. |
| Place Jacques Reynaud            | Village                            | Place      | Jacques Reynaud (1940-1989), conseiller municipal de Saint-Priest. |
| Place Jean Moulin                | Revaison                           | Place      | Jean Moulin (1899-1943), haut fonctionnaire et résistant français. |
| Place Jean-François Millet       | Plaine-de-Saythe-Bel-Air           | Place      | Jean-François Millet (1814-1875), peintre français. |
| Place Laurent Bonnevay           | Plaine-de-Saythe-Bel-Air           | Place      | Laurent Bonnevay (1870-1957), ministre français centriste. |
| Place Louis Favard               | Ménival-la Cordière                | Place      | Louis Favard, maire de Saint-Priest (1908-1919). |
| Place Louis Favard               | Village                            | Place      | Louis Favard, maire de Saint-Priest (1908-1919). |
| Place Paul Cézanne               | Plaine-de-Saythe-Bel-Air           | Place      | Paul Cézanne (1839-1906), peintre français. |
| Place Paul Claudel               | Revaison                           | Place      | Paul Claudel (1868-1955), dramaturge, poète et diplomate français. |
| Place Steven Spielberg           | Berliet-et-environs                | Place      | Steven Spielberg (né en 1946), cinéaste américain. |
| Pont Berliet                     | Berliet-et-environs                | Pont       | Marius Berliet (1866-1949), industriel français. |
| Rond-Point des Droits de l'Homme | Centre-ville-Gare-Garibaldi        | Rond-Point | Droits de l'Homme. |
| Rond-Point des Droits de l'Homme | Plaine-de-Saythe-Bel-Air           | Rond-Point | Droits de l'Homme. |
| Route d'Heyrieux                 | Centre-ville-Gare-Garibaldi        | Route      | Heyrieux, commune du département de l'Isère. |
| Route d'Heyrieux                 | Plaine-de-Saythe-Bel-Air           | Route      | Heyrieux, commune du département de l'Isère. |
| Route de Grenoble                | Village                            | Route      | Grenoble, commune du département de l'Isère. |
| Route de Lyon                    | Berliet-et-environs                | Route      | Lyon, commune de la métropole de Lyon. |
| Route de Lyon                    | Revaison                           | Route      | Lyon, commune de la métropole de Lyon. |
| Route de Manissieux              | Manissieux-Mi-Plaine-la Fouillouse | Route      | Manissieux, hameau, ancien paroisse (attestée au XIe siècle), dont le nom vient probablement du latin "mansio" qui signifie "gîte d'étape". |
| Route de Mions                   | Centre-ville-Gare-Garibaldi        | Route      | Mions, commune limitrophe de Saint-Priest. |
| Route de Mions                   | Plaine-de-Saythe-Bel-Air           | Route      | Mions, commune limitrophe de Saint-Priest. |
| Route de Saint-Symphorien-d'Ozon | Centre-ville-Gare-Garibaldi        | Route      | Saint-Symphorien-d'Ozon, commune du département du Rhône. |
| Route de Toussieu                | Manissieux-Mi-Plaine-la Fouillouse | Route      | Toussieu, commune du département du Rhône. |
| Rue Aimé Cotton                  | Manissieux-Mi-Plaine-la Fouillouse | Rue        | Aimé Cotton (1869-1951), physicien français. |
| Rue Alain-Fournier               | Plaine-de-Saythe-Bel-Air           | Rue        | Alain-Fournier (1886-1914), écrivain français. |
| Rue Alexandre Dumas              | Revaison                           | Rue        | Alexandre Dumas (1802-1870), écrivain français. |
| Rue Alexandre Grammont           | Centre-ville-Gare-Garibaldi        | Rue        | Alexandre Grammont, industriel français originaire du département de l'Isère. |
| Rue Alfred de Musset             | Ménival-la Cordière                | Rue        | Alfred de Musset (1810-1857), écrivain français. |
| Rue Alfred de Vigny              | Village                            | Rue        | Alfred de Vigny (1797-1863), écrivain, dramaturge et poète français. |
| Rue Alice Guy Blaché             | Berliet-et-environs                | Rue        | Alice Guy (1873-1968), cinéaste française. |
| Rue Alphonse Daudet              | Manissieux-Mi-Plaine-la Fouillouse | Rue        | Alphonse Daudet (1840-1897), écrivain et dramaturge français. |
| Rue Ambroise Croizat             | Manissieux-Mi-Plaine-la Fouillouse | Rue        | Ambroise Croizat (1901-1951), ministre français communiste. |
| Rue Ambroise Paré                | Manissieux-Mi-Plaine-la Fouillouse | Rue        | Ambroise Paré (1510-1590), chirurgien et anatomiste français. |
| Rue Anatole France               | Centre-ville-Gare-Garibaldi        | Rue        | Anatole France (1844-1924), écrivain et critique littéraire français. |
| Rue André Boulloche              | Village                            | Rue        | André Boulloche (1915-1978), homme politique français socialiste. |
| Rue André Chénier                | Marendiers                         | Rue        | André Chénier (1762-1794), poète français. |
| Rue André Lwoff                  | Village                            | Rue        | André Lwoff (1902-1994), chercheur en biologie français. |
| Rue Anna de Noailles             | Manissieux-Mi-Plaine-la Fouillouse | Rue        | Anna de Noailles (1876-1933), poétesse et romancière française. |
| Rue Annie Girardot               | Revaison                           | Rue        | Annie Girardot (1931-2011), actrice et chanteuse française. |
| Rue Aristide Briand              | Centre-ville-Gare-Garibaldi        | Rue        | Aristide Briand (1862-1932), homme politique français républicain-socialiste. |
| Rue Aristide Briand              | Berliet-et-environs                | Rue        | Aristide Briand (1862-1932), homme politique français républicain-socialiste. |
| Rue Arthur Rimbaud               | Marendiers                         | Rue        | Arthur Rimbaud (1854-1891), poète français. |
| Rue Auguste Rodin                | Manissieux-Mi-Plaine-la Fouillouse | Rue        | Auguste Rodin (1840-1917), sculpteur français. |
| Rue Baptiste Marcet              | Marendiers                         | Rue        | Baptiste Marcet (1883-1964), militant associatif français. |
| Rue Baudelaire                   | Village                            | Rue        | Charles Baudelaire (1821-1867), poète français. |
| Rue Beauséjour                   | Village                            | Rue        | Beauséjour, ancien quartier de Saint-Priest. |
| Rue Bel Air                      | Plaine-de-Saythe-Bel-Air           | Rue        | Bel Air, quartier de Saint-Priest. |
| Rue Bernadette Lafont            | Revaison                           | Rue        | Bernadette Lafont (1938-2013), actrice française. |
| Rue Bernard Palissy              | Manissieux-Mi-Plaine-la Fouillouse | Rue        | Bernard Palissy (1510-1590), potier et peintre français. |
| Rue Blaise Pascal                | Manissieux-Mi-Plaine-la Fouillouse | Rue        | Blaise Pascal (1623-1662), mathématicien, physicien et philosophe français. |
| Rue Blériot                      | Centre-ville-Gare-Garibaldi        | Rue        | Louis Blériot (1872-1936), industriel français. |
| Rue Boileau                      | Centre-ville-Gare-Garibaldi        | Rue        | Nicolas Boileau (1636-1711), poète, écrivain et critique français. |
| Rue Bossuet                      | Centre-ville-Gare-Garibaldi        | Rue        | Jacques-Bénigne Bossuet (1627-1704), évêque et écrivain français. |
| Rue Branly                       | Revaison                           | Rue        | Édouard Branly (1844-1940), physicien et médecin français. |
| Rue Calmette                     | Manissieux-Mi-Plaine-la Fouillouse | Rue        | Albert Calmette (1863-1933), médecin français. |
| Rue Camille Claudel              | Plaine-de-Saythe-Bel-Air           | Rue        | Camille Claudel (1864-1943), sculptrice et peintre française. |
| Rue Camille Desmoulins           | Revaison                           | Rue        | Camille Desmoulins (1760-1794), homme politique et révolutionnaire français. |
| Rue Camille Desmoulins           | Village                            | Rue        | Camille Desmoulins (1760-1794), homme politique et révolutionnaire français. |
| Rue Champ Dolin                  | Manissieux-Mi-Plaine-la Fouillouse | Rue        | Champ Dolin, lieu-dit. |
| Rue Charles Gounod               | Revaison                           | Rue        | Charles Gounod (1818-1893), compositeur français. |
| Rue Charles Perrault             | Plaine-de-Saythe-Bel-Air           | Rue        | Charles Perrault (1628-1703), homme de lettres français. |
| Rue Charles Ravat                | Village                            | Rue        | Charles Ravat (1900-1959), militant associatif san-priot (san-priod en patois). |
| Rue Chateaubriand                | Centre-ville-Gare-Garibaldi        | Rue        | François-René de Chateaubriand (1768-1848), écrivain français. |
| Rue Chrysostome                  | Centre-ville-Gare-Garibaldi        | Rue        | Jean Chrysostome (344-407), saint catholique. |
| Rue Cité de l'Abbé Pierre        | Centre-ville-Gare-Garibaldi        | Rue        | Abbé Pierre (1912-2007), prêtre catholique français. |
| Rue Claude Bernard               | Manissieux-Mi-Plaine-la Fouillouse | Rue        | Claude Bernard (1813-1878), médecin et physiologiste français. |
| Rue Claude Berri                 | Berliet-et-environs                | Rue        | Claude Berri (1934-2009), cinéaste français. |
| Rue Claude Debussy               | Revaison                           | Rue        | Claude Debussy (1862-1918), compositeur français. |
| Rue Claude Farrère               | Plaine-de-Saythe-Bel-Air           | Rue        | Claude Farrère (1876-1957), écrivain français. |
| Rue Clemenceau                   | Manissieux-Mi-Plaine-la Fouillouse | Rue        | Georges Clemenceau (1841-1929), homme d'État français radical-socialiste. |
| Rue Colette                      | Plaine-de-Saythe-Bel-Air           | Rue        | Colette (1873-1954), romancière française. |
| Rue Colière                      | Centre-ville-Gare-Garibaldi        | Rue        | |
| Rue Commandant Jean Peyron       | Revaison                           | Rue        | |
| Rue Condorcet                    | Revaison                           | Rue        | Nicolas de Condorcet (1743-1794), philosophe et mathématicien français. |
| Rue Courteline                   | Revaison                           | Rue        | Georges Courteline (1858-1929), écrivain et dramaturge français. |
| Rue Cuvier                       | Marendiers                         | Rue        | Georges Cuvier (1769-1832), anatomiste et paléontologue français. |
| Rue d'Alsace                     | Village                            | Rue        | Alsace, ancienne région française. |
| Rue d'Arezzo                     | Revaison                           | Rue        | Arezzo, commune d'Italie jumelée avec Saint-Priest. |
| Rue d'Arsonval                   | Revaison                           | Rue        | Arsène d'Arsonval (1851-1940), médecin et physicien français. |
| Rue Danton                       | Village                            | Rue        | Georges Jacques Danton (1759-1794), homme politique et révolutionnaire français. |
| Rue de Bourgogne                 | Berliet-et-environs                | Rue        | Bourgogne, ancienne région française. |
| Rue de Genève                    | Manissieux-Mi-Plaine-la Fouillouse | Rue        | Genève, ville de Suisse. |
| Rue de l'Agriculture             | Village                            | Rue        | Agriculture. |
| Rue de l'Aviation                | Village                            | Rue        | Aviation. Voie qui allait en direction du terrain d'aviation de Lyon-Bron. |
| Rue de l'Estragon                | Village                            | Rue        | Estragon, espèce de plantes. |
| Rue de l'Herbepin                | Manissieux-Mi-Plaine-la Fouillouse | Rue        | Herbe-pin, lieu-dit. |
| Rue de l'Industrie               | Centre-ville-Gare-Garibaldi        | Rue        | Industrie. |
| Rue de l’Égalité                 | Plaine-de-Saythe-Bel-Air           | Rue        | Rue qui longe le cimetière, nommée ainsi, comme dans de nombreuses villes, pour rappeler que dans ce lieu tous et toutes sont véritablement égaux. |
| Rue de l’Égalité                 | Ménival-la Cordière                | Rue        | Rue qui longe le cimetière, nommée ainsi, comme dans de nombreuses villes, pour rappeler que dans ce lieu tous et toutes sont véritablement égaux. |
| Rue de l’Égalité                 | Village                            | Rue        | Rue qui longe le cimetière, nommée ainsi, comme dans de nombreuses villes, pour rappeler que dans ce lieu tous et toutes sont véritablement égaux. |
| Rue de la Clautre                | Manissieux-Mi-Plaine-la Fouillouse | Rue        | La Clautre, lieu-dit. |
| Rue de la Cordière               | Plaine-de-Saythe-Bel-Air           | Rue        | Auncune indication crédible sur cette voie. S'agirait-il d'une rue ou se tenait autrefois une fabrique de corde ? (in Les Rues de Saint-Priest - Avril éditions - 1994)                                                                                   |
| Rue de la Cordière               | Ménival-la Cordière                | Rue        | Auncune indication crédible sur cette voie. S'agirait-il d'une rue ou se tenait autrefois une fabrique de corde ? (in Les Rues de Saint-Priest - Avril éditions - 1994)                                                                                   |
| Rue de la Courpillière           | Manissieux-Mi-Plaine-la Fouillouse | Rue        | Courpillière, lieu-dit san-priod. |
| Rue de la Croix Rousse           | Village                            | Rue        | Lieu où se trouve la plus ancienne croix de mission à Saint-Priest (son support date de 1643, année de la mort de Louis XIII), dénommée ainsi du fait de la couleur ocre de sa colonne de molasse.                                                        |
| Rue de la Croix Rousse           | Marendiers                         | Rue        | Lieu où se trouve la plus ancienne croix de mission à Saint-Priest (son support date de 1643, année de la mort de Louis XIII), dénommée ainsi du fait de la couleur ocre de sa colonne de molasse.                                                        |
| Rue de la Déserte                | Village                            | Rue        | Petit Bois et Déserte, lieu-dit san-priod. |
| Rue de Lombardie                 | Village                            | Rue        | Lombardie, région d'Italie. |
| Rue de Mühlheim                  | Revaison                           | Rue        | Mühlheim am Main, ville d'Allemagne jumelée avec Saint-Priest. |
| Rue de Provence                  | Berliet-et-environs                | Rue        | Provence, région traditionnelle française. |
| Rue de Provence                  | Centre-ville-Gare-Garibaldi        | Rue        | Provence, région traditionnelle française. |
| Rue de Savoie                    | Manissieux-Mi-Plaine-la Fouillouse | Rue        | Savoie, région historique française. |
| Rue de Saythe                    | Plaine-de-Saythe-Bel-Air           | Rue        | Saythe, lieu-dit dont le nom vient probablement du latin "silva", la forêt. |
| Rue de Verdun                    | Revaison                           | Rue        | Bataille de Verdun (1916). |
| Rue des Albatros                 | Plaine-de-Saythe-Bel-Air           | Rue        | Albatros, famille d'oiseaux de mer. |
| Rue des Alouettes                | Revaison                           | Rue        | Alouette, espèce d'oiseaux. |
| Rue des Alpes                    | Manissieux-Mi-Plaine-la Fouillouse | Rue        | Alpes, chaîne de montagnes d'Europe de l'Ouest. |
| Rue des Bégonias                 | Centre-ville-Gare-Garibaldi        | Rue        | Bégonia, genre de plantes. |
| Rue des Cèdres Bleus             | Village                            | Rue        | Cèdre bleu, arbres. |
| Rue des Cerisiers                | Manissieux-Mi-Plaine-la Fouillouse | Rue        | Cerisier, arbre fruitier. |
| Rue des Chrysanthèmes            | Centre-ville-Gare-Garibaldi        | Rue        | Chrysanthème, genre de plantes. |
| Rue des Combats du 24 Août 1944  | Berliet-et-environs                | Rue        | Libération de la France (1944-1945). |
| Rue des Érables                  | Manissieux-Mi-Plaine-la Fouillouse | Rue        | Érable, genre d'arbres. |
| Rue des États-Unis               | Revaison                           | Rue        | États-Unis, pays d'Amérique du Nord. |
| Rue des Frênes                   | Manissieux-Mi-Plaine-la Fouillouse | Rue        | Frêne, genre de plantes. |
| Rue des Frères Lumière           | Plaine-de-Saythe-Bel-Air           | Rue        | Auguste (1862-1954) et Louis Lumière (1864-1948), ingénieurs français. |
| Rue des Garennes                 | Village                            | Rue        | Les Garennes, lieu-dit. |
| Rue des Glaïeuls                 | Centre-ville-Gare-Garibaldi        | Rue        | Glaïeul, genre de plantes. |
| Rue des Griottiers               | Village                            | Rue        | Griottier, espèce de plantes. |
| Rue des HBM                      | Centre-ville-Gare-Garibaldi        | Rue        | Habitation à bon marché, type de logements du XXe siècle. |
| Rue des Jockeys                  | Village                            | Rue        | Jockey, cavalier professionnel. |
| Rue des Lys                      | Centre-ville-Gare-Garibaldi        | Rue        | Lys, genre de plantes. |
| Rue des Marguerites              | Manissieux-Mi-Plaine-la Fouillouse | Rue        | Marguerite, espèce de plantes. |
| Rue des Mimosas                  | Centre-ville-Gare-Garibaldi        | Rue        | Mimosa, genre de plantes. |
| Rue des Mouettes                 | Centre-ville-Gare-Garibaldi        | Rue        | Mouette, espèces d'oiseaux. |
| Rue des Mûriers                  | Manissieux-Mi-Plaine-la Fouillouse | Rue        | Mûrier, genre de plantes. |
| Rue des Pétroles                 | Berliet-et-environs                | Rue        | Pétrole, combustible naturel. |
| Rue des Piverts                  | Manissieux-Mi-Plaine-la Fouillouse | Rue        | Pivert, oiseau. |
| Rue des Pives                    | Plaine-de-Saythe-Bel-Air           | Rue        | Les Buines et les Pives, lieu-dit. |
| Rue des Prés Fleuris             | Marendiers                         | Rue        | Pré. |
| Rue des Reines Marguerites       | Centre-ville-Gare-Garibaldi        | Rue        | Reine-marguerite, espèce de plantes. |
| Rue des Resedas                  | Centre-ville-Gare-Garibaldi        | Rue        | Reseda, famille de plantes. |
| Rue des Saules                   | Plaine-de-Saythe-Bel-Air           | Rue        | Saule, genre d'arbres. |
| Rue des Tâches                   | Manissieux-Mi-Plaine-la Fouillouse | Rue        | Les Tâches, lieu-dit san-priod. |
| Rue des Tulipes                  | Centre-ville-Gare-Garibaldi        | Rue        | Tulipe, fleur. |
| Rue Descartes                    | Marendiers                         | Rue        | René Descartes (1596-1650), philosophe et mathématicien français. |
| Rue Diderot                      | Centre-ville-Gare-Garibaldi        | Rue        | Denis Diderot (1713-1784), écrivain, philosophe et encyclopédiste français. |
| Rue du 11 Novembre               | Revaison                           | Rue        | Armistice de 1918, fin de la Première Guerre mondiale. |
| Rue du 8 Mai 1945                | Plaine-de-Saythe-Bel-Air           | Rue        | 8 mai 1945, victoire des Alliés sur l'Allemagne nazie. |
| Rue du Basilic                   | Village                            | Rue        | Basilic, espèce de plantes. |
| Rue du Beaujolais                | Berliet-et-environs                | Rue        | Beaujolais, région traditionnelle française. |
| Rue du Bessay                    | Village                            | Rue        | Le Bessay, ancien hameau. |
| Rue du Capot                     | Manissieux-Mi-Plaine-la Fouillouse | Rue        | Le Capot, lieu-dit. |
| Rue de Chavorlay                 | Village                            | Rue        | Chavorlay, ancienne paroisse médiévale rattachée à celle de Saint-Priest (attestée eau XIe siècle). Site archéologique (découvert lors des chantiers du parc Technologique).                                                                              |
| Rue du Colombier                 | Revaison                           | Rue        | Colombier, édifice destiné à élever et loger des pigeons. |
| Rue du Commandant Charcot        | Centre-ville-Gare-Garibaldi        | Rue        | Jean-Baptiste Charcot (1867-1936), explorateur polaire et sportif français. |
| Rue du Dauphiné                  | Berliet-et-environs                | Rue        | Dauphiné, région historique française. |
| Rue du Dauphiné                  | Village                            | Rue        | Dauphiné, région historique française. |
| Rue du Dauphiné                  | Revaison                           | Rue        | Dauphiné, région historique française. |
| Rue du Docteur Gallavardin       | Centre-ville-Gare-Garibaldi        | Rue        | Dr Louis Gallavardin (1875-1957), cardiologue français. |
| Rue du Grisard                   | Ménival-la Cordière                | Rue        | Grisard, ancien hameau. |
| Rue du Grisard                   | Marendiers                         | Rue        | Grisard, ancien hameau. |
| Rue du Grisard                   | Village                            | Rue        | Grisard, ancien hameau. |
| Rue du Jeu de Paume              | Centre-ville-Gare-Garibaldi        | Rue        | Serment du Jeu de paume (1789). |
| Rue du Lyonnais                  | Berliet-et-environs                | Rue        | Lyonnais, ancienne province française. |
| Rue du Mâconnais                 | Berliet-et-environs                | Rue        | Mâconnais, région traditionnelle française. |
| Rue du Maréchal Koenig           | Ménival-la Cordière                | Rue        | Marie-Pierre Koenig (1898-1970), militaire français, maréchal de France. |
| Rue du Maréchal Leclerc          | Centre-ville-Gare-Garibaldi        | Rue        | Philippe Leclerc de Hauteclocque (1902-1947), militaire français, maréchal de France. |
| Rue du Mont Blanc                | Manissieux-Mi-Plaine-la Fouillouse | Rue        | Mont Blanc, montagne située entre la France et l'Italie. |
| Rue du Payet                     | Village                            | Rue        | Payet, ancien lieu-dit. |
| Rue du Professeur Roux           | Revaison                           | Rue        | Pr Émile Roux (1853-1933), médecin français. |
| Rue du Progrès                   | Village                            | Rue        | Progrès. Longe le siège du grand quotidien régional (sur la commune de Chassieu). |
| Rue du Progrès                   | Manissieux-Mi-Plaine-la Fouillouse | Rue        | Progrès. Longe le siège du grand quotidien régional (sur la commune de Chassieu). |
| Rue du Puits Vieux               | Village                            | Rue        | Puits Vieux, lieu-dit. La rue tire probablement son nom de "puivâ", vase puante en patois, c'est-à-dire bourbier qui résultait autrefois de la stagnation des eaux de ruissellement du château et de l'église.                                            |
| Rue du Puits Vieux               | Marendiers                         | Rue        | Puits Vieux, lieu-dit. La rue tire probablement son nom de "puivâ", vase puante en patois, c'est-à-dire bourbier qui résultait autrefois de la stagnation des eaux de ruissellement du château et de l'église.                                            |
| Rue du Sureau                    | Manissieux-Mi-Plaine-la Fouillouse | Rue        | Sureau, genre de plantes. |
| Rue du Terrey                    | Manissieux-Mi-Plaine-la Fouillouse | Rue        | |
| Rue Dumont d'Urville             | Centre-ville-Gare-Garibaldi        | Rue        | Jules Dumont d'Urville (1790-1842), explorateur français. |
| Rue Edmond Rostand               | Plaine-de-Saythe-Bel-Air           | Rue        | Edmond Rostand (1868-1918), écrivain, dramaturge et poète français. |
| Rue Edmond Rostand               | Village                            | Rue        | Edmond Rostand (1868-1918), écrivain, dramaturge et poète français. |
| Rue Elsa Triolet                 | Manissieux-Mi-Plaine-la Fouillouse | Rue        | Elsa Triolet (1896-1970), écrivaine et résistante française. |
| Rue Ernest Renan                 | Plaine-de-Saythe-Bel-Air           | Rue        | Ernest Renan (1823-1892), écrivain et philosophe français. |
| Rue Eugène Chevreul              | Centre-ville-Gare-Garibaldi        | Rue        | Michel-Eugène Chevreul (1786-1889), chimiste français. |
| Rue Eugène Labiche               | Marendiers                         | Rue        | Eugène Labiche (1815-1888), dramaturge français. |
| Rue Fabre d'Églantine            | Village                            | Rue        | Fabre d'Églantine (1750-1794), acteur, dramaturge et poète français. |
| Rue Ferdinand Perier             | Manissieux-Mi-Plaine-la Fouillouse | Rue        | Ferdinand Perier (1875-1968), jésuite et missionnaire belge. |
| Rue Florian                      | Village                            | Rue        | Jean-Pierre Claris de Florian (1755-1794), écrivain, dramaturge et poète français. |
| Rue Francisco Diaz               | Revaison                           | Rue        | |
| Rue François Mansard             | Plaine-de-Saythe-Bel-Air           | Rue        | François Mansart (1598-1666), architecte français. |
| Rue François Truffaut            | Berliet-et-environs                | Rue        | François Truffaut (1932-1984), cinéaste français. |
| Rue Frédéric Chopin              | Centre-ville-Gare-Garibaldi        | Rue        | Frédéric Chopin (1810-1849), compositeur et pianiste polonais. |
| Rue Gabriel Fauré                | Revaison                           | Rue        | Gabriel Fauré (1845-1924), compositeur français. |
| Rue Galilée                      | Plaine-de-Saythe-Bel-Air           | Rue        | Galilée (1564-1642), mathématicien, géomètre, physicien et astronome italien. |
| Rue Galilée                      | Manissieux-Mi-Plaine-la Fouillouse | Rue        | Galilée (1564-1642), mathématicien, géomètre, physicien et astronome italien. |
| Rue Gambetta                     | Revaison                           | Rue        | Léon Gambetta (1838-1882), homme d'État français républicain. |
| Rue Gambetta                     | Village                            | Rue        | Léon Gambetta (1838-1882), homme d'État français républicain. |
| Rue Garibaldi                    | Centre-ville-Gare-Garibaldi        | Rue        | Giuseppe Garibaldi (1807-1882), homme politique et révolutionnaire franco-italien. |
| Rue Gay-Lussac                   | Village                            | Rue        | Louis Joseph Gay-Lussac (1778-1850), chimiste et physicien français. |
| Rue Général Delestraint          | Revaison                           | Rue        | Gal Charles Delestraint (1879-1945), général et résistant français. |
| Rue George Sand                  | Centre-ville-Gare-Garibaldi        | Rue        | George Sand (1804-1876), romancière et dramaturge française. |
| Rue Georges Bizet                | Revaison                           | Rue        | Georges Bizet (1838-1875), compositeur français. |
| Rue Gérard de Nerval             | Plaine-de-Saythe-Bel-Air           | Rue        | Gérard de Nerval (1808-1855), écrivain et poète français. |
| Rue Gérard Oury                  | Berliet-et-environs                | Rue        | Gérard Oury (1919-2006), cinéaste français. |
| Rue Giuseppe Verdi               | Revaison                           | Rue        | Giuseppe Verdi (1813-1901), compositeur italien. |
| Rue Gustave Courbet              | Marendiers                         | Rue        | Gustave Courbet (1819-1877), peintre français. |
| Rue Gustave Flaubert             | Marendiers                         | Rue        | Gustave Flaubert (1821-1880), écrivain et dramaturge français. |
| Rue Guy de Maupassant            | Plaine-de-Saythe-Bel-Air           | Rue        | Guy de Maupassant (1850-1893), écrivain français. |
| Rue Guynemer                     | Centre-ville-Gare-Garibaldi        | Rue        | Georges Guynemer (1894-1917), pilote de guerre français. |
| Rue Hector Berlioz               | Revaison                           | Rue        | Hector Berlioz (1803-1869), compositeur français. |
| Rue Henri Barbusse               | Plaine-de-Saythe-Bel-Air           | Rue        | Henri Barbusse (1873-1935), écrivain français. |
| Rue Henri Bordeaux               | Plaine-de-Saythe-Bel-Air           | Rue        | Henry Bordeaux (1870-1963), avocat et écrivain français. |
| Rue Henri Maréchal               | Centre-ville-Gare-Garibaldi        | Rue        | Henri Maréchal, industriel français qui a fondé les usines Maréchal (fabrication de toile cirée) au début du XXe siècle (1920) à Saint-Priest, marquant son industrialisation et sa croissance. En 1936, est construite la Cité Maréchal (rue Garibaldi). |
| Rue Henri Maréchal               | Village                            | Rue        | Henri Maréchal, industriel français qui a fondé les usines Maréchal (fabrication de toile cirée) au début du XXe siècle (1920) à Saint-Priest, marquant son industrialisation et sa croissance. En 1936, est construite la Cité Maréchal (rue Garibaldi). |
| Rue Henri Maréchal               | Plaine-de-Saythe-Bel-Air           | Rue        | Henri Maréchal, industriel français qui a fondé les usines Maréchal (fabrication de toile cirée) au début du XXe siècle (1920) à Saint-Priest, marquant son industrialisation et sa croissance. En 1936, est construite la Cité Maréchal (rue Garibaldi). |
| Rue Henri Sellier                | Centre-ville-Gare-Garibaldi        | Rue        | Henri Sellier (1883-1943), homme politique français socialiste. |
| Rue Honoré de Balzac             | Manissieux-Mi-Plaine-la Fouillouse | Rue        | Honoré de Balzac (1799-1850), écrivain et dramaturge français. |
| Rue Jacques Prévert              | Manissieux-Mi-Plaine-la Fouillouse | Rue        | Jacques Prévert (1900-1977), poète et scénariste français. |
| Rue Jacques Reynaud              | Village                            | Rue        | Jacques Reynaud (1940-1989), conseiller municipal de Saint-Priest. |
| Rue Jean Carmet                  | Berliet-et-environs                | Rue        | Jean Carmet (1920-1994), acteur et scénariste français. |
| Rue Jean Carmet                  | Village                            | Rue        | Jean Carmet (1920-1994), acteur et scénariste français. |
| Rue Jean de la Bruyère           | Marendiers                         | Rue        | Jean de La Bruyère (1645-1696), écrivain et moraliste français. |
| Rue Jean Macé                    | Revaison                           | Rue        | Jean Macé (1815-1894), homme politique français. |
| Rue Jean Mermoz                  | Centre-ville-Gare-Garibaldi        | Rue        | Jean Mermoz (1901-1936), aviateur et homme politique français conservateur. |
| Rue Jean Moulin                  | Revaison                           | Rue        | Jean Moulin (1899-1943), haut fonctionnaire et résistant français. |
| Rue Jean Zay                     | Berliet-et-environs                | Rue        | Jean Zay (1904-1944), homme politique français radical-socialiste. |
| Rue Jean-Jacques Rousseau        | Village                            | Rue        | Jean-Jacques Rousseau (1712-1778), écrivain et philosophe français. |
| Rue Joan Miró                    | Centre-ville-Gare-Garibaldi        | Rue        | Joan Miró (1893-1983), artiste catalan. |
| Rue Johanny Berlioz              | Village                            | Rue        | Joanny Berlioz (1892-1965), homme politique né à Saint-Priest, engagé au Parti communiste français. Il fut maire d'Épinay-sur-Seine et parlementaire de 1936 à 1958.                                                                                      |
| Rue Joseph Marie Jacquard        | Manissieux-Mi-Plaine-la Fouillouse | Rue        | Joseph Marie Jacquard (1752-1834), inventeur français. |
| Rue Jules Ferry                  | Plaine-de-Saythe-Bel-Air           | Rue        | Jules Ferry (1832-1893), homme politique français républicain modéré. |
| Rue Jules Ferry                  | Ménival-la Cordière                | Rue        | Jules Ferry (1832-1893), homme politique français républicain modéré. |
| Rue Jules Ferry                  | Village                            | Rue        | Jules Ferry (1832-1893), homme politique français républicain modéré. |
| Rue Jules Ferry                  | Marendiers                         | Rue        | Jules Ferry (1832-1893), homme politique français républicain modéré. |
| Rue Jules Renard                 | Manissieux-Mi-Plaine-la Fouillouse | Rue        | Jules Renard (1864-1910), écrivain et dramaturge français. |
| Rue Jules Verne                  | Manissieux-Mi-Plaine-la Fouillouse | Rue        | Jules Verne (1828-1905), écrivain français. |
| Rue Juliette Récamier            | Centre-ville-Gare-Garibaldi        | Rue        | Juliette Récamier (1777-1849), écrivaine française. |
| Rue Julles Vallès                | Plaine-de-Saythe-Bel-Air           | Rue        | Jules Vallès (1832-1885), journaliste, écrivain et politicien français d'extrême-gauche. |
| Rue Kléber                       | Centre-ville-Gare-Garibaldi        | Rue        | Jean-Baptiste Kléber (1753-1800), général français. |
| Rue la Fontaine                  | Manissieux-Mi-Plaine-la Fouillouse | Rue        | Jean de La Fontaine (1621-1695), poète français. |
| Rue Laënnec                      | Revaison                           | Rue        | René Laënnec (1781-1826), médecin et inventeur français. |
| Rue Lafayette                    | Revaison                           | Rue        | Gilbert du Motier de La Fayette (1757-1834), général et homme politique français. |
| Rue Lamartine                    | Manissieux-Mi-Plaine-la Fouillouse | Rue        | Alphonse de Lamartine (1790-1869), poète, dramaturge et homme politique français. |
| Rue Laurent Bonnevay             | Plaine-de-Saythe-Bel-Air           | Rue        | Laurent Bonnevay (1870-1957), ministre français centriste. |
| Rue Lavoisier                    | Marendiers                         | Rue        | Antoine Lavoisier (1743-1794), chimiste, philosophe et économiste français. |
| Rue Léon Bérard                  | Manissieux-Mi-Plaine-la Fouillouse | Rue        | Léon Bérard (1876-1960), homme politique français républicain. |
| Rue Long de Feuilly              | Village                            | Rue        | Long de Feuilly et Terre Parent, lieu-dit. |
| Rue Louis Braille                | Ménival-la Cordière                | Rue        | Louis Braille (1809-1852), inventeur français. |
| Rue Louis de Funès               | Revaison                           | Rue        | Louis de Funès (1914-1983), acteur français. |
| Rue Louis Gattefossé             | Revaison                           | Rue        | Louis Gattefossé (1854-1919), industriel français. |
| Rue Louis Gattefossé             | Village                            | Rue        | Louis Gattefossé (1854-1919), industriel français. |
| Rue Louis Loucheur               | Centre-ville-Gare-Garibaldi        | Rue        | Louis Loucheur (1872-1931), homme politique français de gauche. |
| Rue Louis Paulhan                | Centre-ville-Gare-Garibaldi        | Rue        | Louis Paulhan (1883-1963), aviateur français. |
| Rue Louise Michel                | Village                            | Rue        | Louise Michel (1830-1905), femme politique française anarchiste et féministe. |
| Rue Marcel Pagnol                | Ménival-la Cordière                | Rue        | Marcel Pagnol (1895-1974), écrivain, dramaturge et cinéaste français. |
| Rue Marcel Proust                | Village                            | Rue        | Marcel Proust (1871-1922), écrivain français. |
| Rue Marcel Vernay                | Ménival-la Cordière                | Rue        | Marcel Vernay, journaliste, militant associatif et conseiller municipal de Saint-Priest. À sa mort, il légua un important fonds photographique à la Ville.                                                                                                |
| Rue Marius Tassy                 | Village                            | Rue        | Marius Tassy, résistant français, décédé en 1944 à Saint-Priest. |
| Rue Martin Luther King           | Plaine-de-Saythe-Bel-Air           | Rue        | Martin Luther King (1929-1968), pasteur et militant américain pour les droits civiques. |
| Rue Maryse Bastié                | Marendiers                         | Rue        | Maryse Bastié (1898-1952), aviatrice française. |
| Rue Maurice Audibert             | Revaison                           | Rue        | Maurice Audibert (1867-1931), industriel français. |
| Rue Maurice Krafft               | Manissieux-Mi-Plaine-la Fouillouse | Rue        | Maurice Krafft (1946-1991), volcanologue français. |
| Rue Michel Jacquet               | Berliet-et-environs                | Rue        | Michel Jacquet, industriel, fondateur de Jacquet Metal Service. |
| Rue Michel Petrucciani           | Centre-ville-Gare-Garibaldi        | Rue        | Michel Petrucciani (1962-1999), pianiste et compositeur de jazz français. |
| Rue Michelet                     | Revaison                           | Rue        | Jules Michelet (1798-1874), historien français. |
| Rue Monseigneur Ancel            | Manissieux-Mi-Plaine-la Fouillouse | Rue        | Mgr Alfred Ancel (1898-1984), évêque français. |
| Rue Montesquieu                  | Village                            | Rue        | Montesquieu (1689-1755), écrivain et philosophe français. |
| Rue Mozart                       | Centre-ville-Gare-Garibaldi        | Rue        | Wolfgang Amadeus Mozart (1756-1791), compositeur autrichien. |
| Rue Nathalie Sarraute            | Manissieux-Mi-Plaine-la Fouillouse | Rue        | Nathalie Sarraute (1900-1999), écrivaine et dramaturge française. |
| Rue Nicéphore Niépce             | Manissieux-Mi-Plaine-la Fouillouse | Rue        | Nicéphore Niépce (1765-1833), ingénieur et inventeur français de la photographie. |
| Rue Octave Feuillet              | Marendiers                         | Rue        | Octave Feuillet (1821-1890), romancier et dramaturge français. |
| Rue Parmentier                   | Village                            | Rue        | Antoine Parmentier (1737-1813), agronome, nutritionniste et hygiéniste français. |
| Rue Paul Claudel                 | Revaison                           | Rue        | Paul Claudel (1868-1955), dramaturge, poète et diplomate français. |
| Rue Paul Langevin                | Village                            | Rue        | Paul Langevin (1872-1946), physicien et philosophe français. |
| Rue Paul Mistral                 | Centre-ville-Gare-Garibaldi        | Rue        | Paul Mistral (1872-1932), homme politique français socialiste. |
| Rue Paul Painlevé                | Centre-ville-Gare-Garibaldi        | Rue        | Paul Painlevé (1863-1933), homme politique français républicain socialiste. |
| Rue Paul Rieupeyroux             | Manissieux-Mi-Plaine-la Fouillouse | Rue        | Paul Rieupeyroux, résistant français. |
| Rue Paul Verlaine                | Manissieux-Mi-Plaine-la Fouillouse | Rue        | Paul Verlaine (1844-1896), écrivain et poète français. |
| Rue Paupier Besson               | Village                            | Rue        | |
| Rue Pierre Corneille             | Village                            | Rue        | Pierre Corneille (1606-1684), dramaturge français. |
| Rue Pierre et Marie Curie        | Manissieux-Mi-Plaine-la Fouillouse | Rue        | Pierre (1859-1906) et Marie Curie (1867-1934), physiciens français. |
| Rue Pierre Loti                  | Revaison                           | Rue        | Pierre Loti (1850-1923), écrivain français. |
| Rue Pierre Semard                | Centre-ville-Gare-Garibaldi        | Rue        | Pierre Semard (1887-1942), militant syndical et militant politique. Engagé au Parti communiste français. |
| Rue Rabelais                     | Centre-ville-Gare-Garibaldi        | Rue        | François Rabelais (1483-1553), écrivain français. |
| Rue Racine                       | Village                            | Rue        | Jean Racine (1639-1699), dramaturge et poète français. |
| Rue Rhin et Danube               | Ménival-la Cordière                | Rue        | Rhin et Danube, armée placée sous les ordres du Gal de Lattre de Tassigny. |
| Rue Robespierre                  | Village                            | Rue        | Maximilien de Robespierre (1758-1794), révolutionnaire français. |
| Rue Roland Garros                | Marendiers                         | Rue        | Roland Garros (1888-1918), aviateur français. |
| Rue Romain Rolland               | Plaine-de-Saythe-Bel-Air           | Rue        | Romain Rolland (1866-1944), écrivain français. |
| Rue Romy Schneider               | Berliet-et-environs                | Rue        | Romy Schneider (1938-1982), actrice française. |
| Rue Rouget de l'Isle             | Village                            | Rue        | Rouget de Lisle (1760-1836), compositeur français. |
| Rue Simone de Beauvoir           | Plaine-de-Saythe-Bel-Air           | Rue        | Simone de Beauvoir (1908-1986), philosophe et écrivaine française. |
| Rue Victor Hugo                  | Centre-ville-Gare-Garibaldi        | Rue        | Victor Hugo (1802-1885), écrivain et homme politique français. |
| Rue Victor Schœlcher             | Manissieux-Mi-Plaine-la Fouillouse | Rue        | Victor Schœlcher (1804-1893), homme politique français, signa le décret d'abolition de l'esclavage dans les colonies françaises en 1848. |
| Rue Violette Leduc               | Manissieux-Mi-Plaine-la Fouillouse | Rue        | Violette Leduc (1907-1972), écrivaine française. |
| Square du 19 mars 1962           | Village                            | Square     | 19 mars 1962, date du cessez-le-feu en Algérie. |
| Square Hubert Hélias             | Centre-ville-Gare-Garibaldi        | Square     | Hubert Hélias (1936-1992), conseiller municipal de Saint-Priest, adjoint à l'environnement (1989-1992). |